# Atheta ferrugatoides
Atheta ferrugatoides – gatunek chrząszcza z rodziny kusakowatych i podrodziny rydzenic.
Gatunek ten opisał po raz pierwszy w 1995 roku Roberto Pace na łamach „Revue suisse de Zoologie”. Jako lokalizację typową wskazano Mau Forest w Kenii. Epitet gatunkowy nawiązuje do podobnej A. ferrugata.
Chrząszcz o błyszczącym, wydłużonym w zarysie ciele długości 2,7 mm. Głowa jest rudobrązowa, pozbawiona siateczkowania, o słabo zaznaczonym ziarenkowaniu. Czułki mają żółte człony pierwszy i drugi oraz brązowe człony pozostałe. Rudobrązowe przedplecze jest wyraźnie ziarenkowane i pozbawione siateczkowania. Również rudobrązowe pokrywy są słabo ziarenkowane i pozbawione siateczkowania. Barwa odnóży jest rudożółta. Odwłok jest rudobrązowy, niesiateczkowany, wyraźnie ziarenkowany. Genitalia samicy mają spermatekę podobną do tej u A. ferrugata, ale o znacznie szerszej części proksymalnej i krótkim zagięciu wierzchołkowym części dystalnej.
Owad afrotropikalny, znany wyłącznie z Kenii.